# Dúbravka (Bratislava)
Pour les articles homonymes, voir Dúbravka.
Dúbravka (allemand : Kaltenbrunn, hongrois : Hidegkút) est un quartier de la ville de Bratislava, situé à l'est de la montagne Devínska Kobyla. Sa surface est de 8,6 kilomètres carrés. Le quartier compte 40 000 habitants.

## Histoire
La première mention écrite du quartier remonte à 1576. Cette cité fait partie de Bratislava depuis 1946. Dans les années 1960, en rapport avec la construction des agglomérations de Bratislava Podvorince et Záluhy et Dúbravka il était émis un arrêt[pas clair].

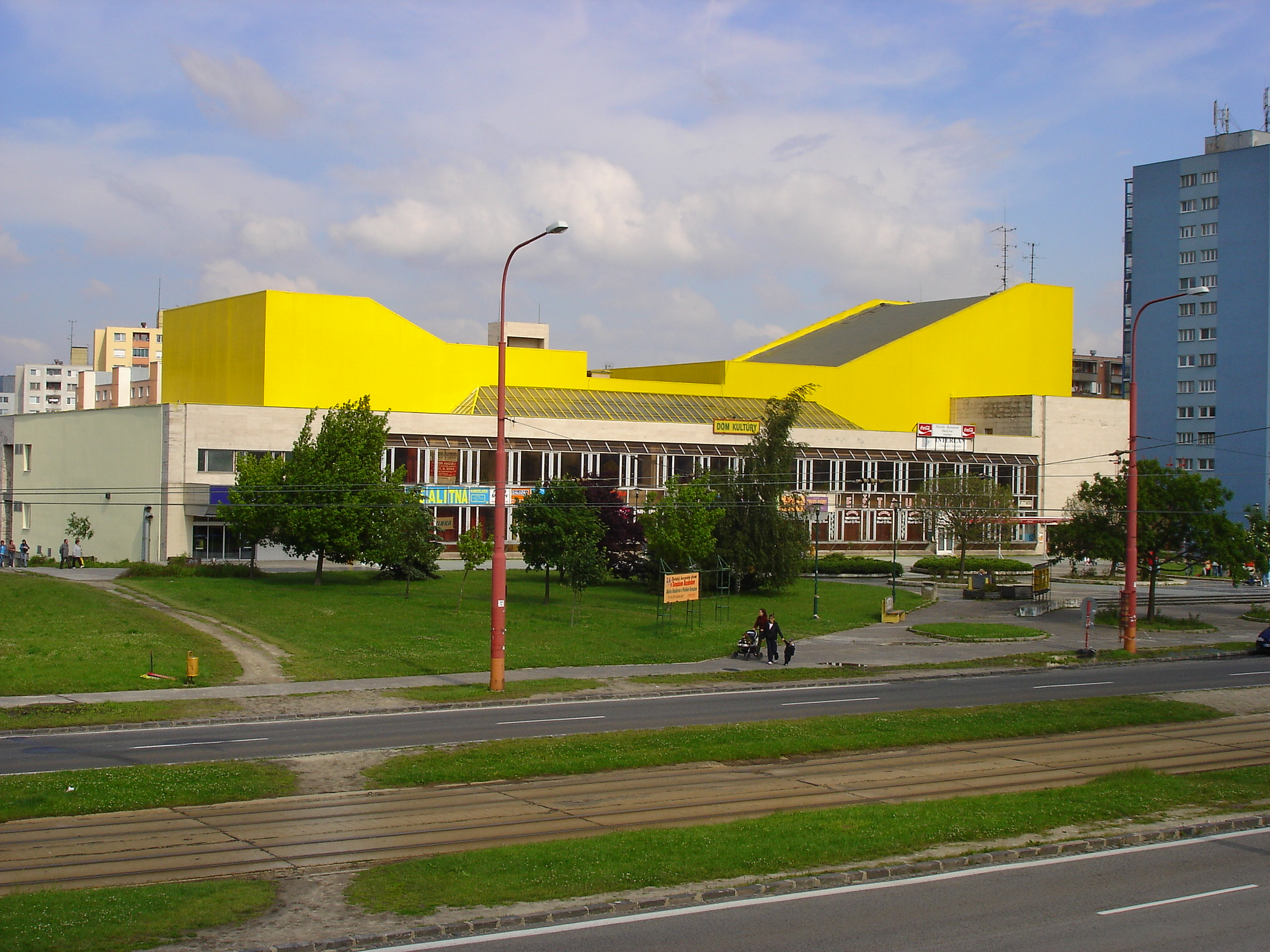

## Démographie

### Évolution de la population
| Année:               | 1994.  | 2004.    | 2014.   | 2024.   |
| -------------------- | ------ | -------- | ------- | ------- |
| Nombre de personnes: | 39 026 | 34 525   | 33 011  | 35 518  |
| Différence:          |        | -11,53 % | -4,38 % | +7,59 % |

| Année:               | 2023.  | 2024.   |
| -------------------- | ------ | ------- |
| Nombre de personnes: | 35 572 | 35 518  |
| Différence:          |        | -0,15 % |

## Monuments
On trouve dans le quartier l'église de saints Kozma et Damian, de style baroque, construite en 1726, la chapelle de Notre dame de sept douleurs qui remonte à la fin du XVIe siècle, ainsi qu'un monument national, les ruines romaines de la Villa rustica, ainsi que des restes d'architecture romane[pas clair] qui figurent aussi dans la liste de l'UNESCO[réf. nécessaire].

## Politique
| Nom          | Parti politique      | date de l'élection | Fin du mandat |
| ------------ | -------------------- | ------------------ | ------------- |
| Ján Sandtner | Candidat indépendant | 02.12.2006         | Déc. 2010     |